# Pandineum clypeale
Pandineum clypeale är en mångfotingart som beskrevs av Chamberlin 1955. Pandineum clypeale ingår i släktet Pandineum och familjen storjordkrypare. Inga underarter finns listade i Catalogue of Life.